# Marsala
Marsala es un municipio italiano perteneciente a la provincia de Trápani, en la costa occidental de Sicilia. Tiene una población estimada de 79 693 habitantes (ISTAT 2025).

## Geografía

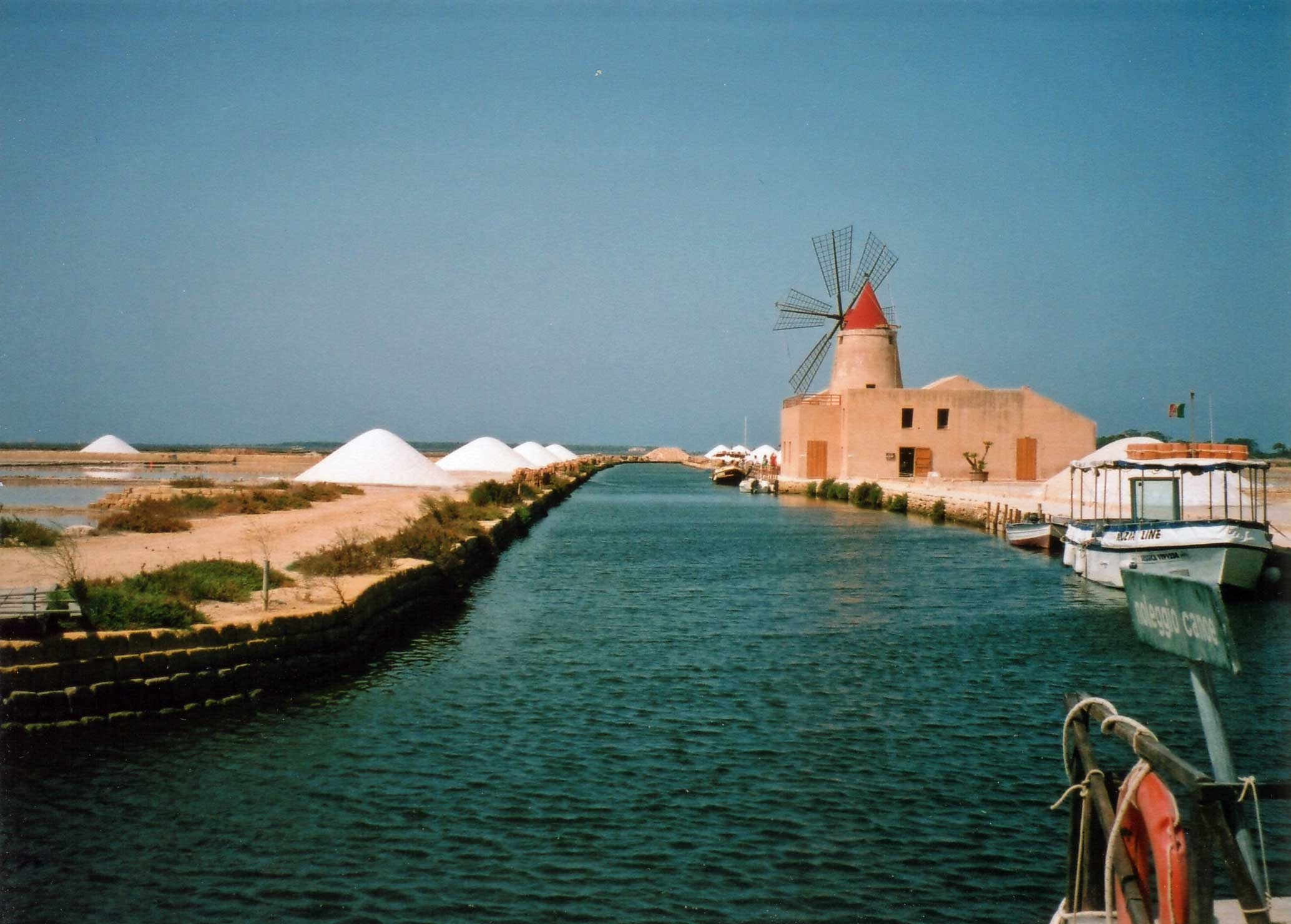
Salina y molino de viento

Para llegar a la ciudad es necesario recorrer la autopista A29, en dirección a Trápani desde Palermo hasta el fin de la misma (120 km). Marsala también se sirve del aeropuerto de Trápani-Birgi, con conexiones diarias hacia Roma y Milán entre otras importantes ciudades y se encuentra a solo 8 km del centro. La extensión del municipio es de 241 km².
Es el punto extremo occidental de la isla de Sicilia, con vistas sobre las islas Egadas y sobre las Islas del Salitre (estas últimas forman parte del territorio del municipio), justamente estas últimas son el territorio más sugestivo de la ciudad, siendo una reserva natural y teniendo un rico patrimonio histórico. Mothia (una de las islas) de hecho fue asentamiento fenicio, que dio origen a la ciudad actual.
De gran interés son también sus reservas de salinas.

### Clima
| Parámetros climáticos promedio de Marsala (normales 1961–1990; humedad y precipitación 1973–presente) | Parámetros climáticos promedio de Marsala (normales 1961–1990; humedad y precipitación 1973–presente) | Parámetros climáticos promedio de Marsala (normales 1961–1990; humedad y precipitación 1973–presente) | Parámetros climáticos promedio de Marsala (normales 1961–1990; humedad y precipitación 1973–presente) | Parámetros climáticos promedio de Marsala (normales 1961–1990; humedad y precipitación 1973–presente) | Parámetros climáticos promedio de Marsala (normales 1961–1990; humedad y precipitación 1973–presente) | Parámetros climáticos promedio de Marsala (normales 1961–1990; humedad y precipitación 1973–presente) | Parámetros climáticos promedio de Marsala (normales 1961–1990; humedad y precipitación 1973–presente) | Parámetros climáticos promedio de Marsala (normales 1961–1990; humedad y precipitación 1973–presente) | Parámetros climáticos promedio de Marsala (normales 1961–1990; humedad y precipitación 1973–presente) | Parámetros climáticos promedio de Marsala (normales 1961–1990; humedad y precipitación 1973–presente) | Parámetros climáticos promedio de Marsala (normales 1961–1990; humedad y precipitación 1973–presente) | Parámetros climáticos promedio de Marsala (normales 1961–1990; humedad y precipitación 1973–presente) | Parámetros climáticos promedio de Marsala (normales 1961–1990; humedad y precipitación 1973–presente) |
| Mes                                                                                                   | Ene.                                                                                                  | Feb.                                                                                                  | Mar.                                                                                                  | Abr.                                                                                                  | May.                                                                                                  | Jun.                                                                                                  | Jul.                                                                                                  | Ago.                                                                                                  | Sep.                                                                                                  | Oct.                                                                                                  | Nov.                                                                                                  | Dic.                                                                                                  | Anual                                                                                                 |
| --- | --- | --- | --- | --- | --- | --- | --- | --- | --- | --- | --- | --- | --- |
| Temp. máx. abs. (°C)                                                                                  | 22.0                                                                                                  | 21.6                                                                                                  | 23.2                                                                                                  | 26.0                                                                                                  | 30.4                                                                                                  | 34.0                                                                                                  | 35.0                                                                                                  | 37.0                                                                                                  | 32.5                                                                                                  | 31.0                                                                                                  | 26.2                                                                                                  | 24.8                                                                                                  | 37.0                                                                                                  |
| Temp. máx. media (°C)                                                                                 | 16.0                                                                                                  | 16.2                                                                                                  | 18.1                                                                                                  | 21.0                                                                                                  | 22.9                                                                                                  | 26.9                                                                                                  | 29.4                                                                                                  | 30.3                                                                                                  | 28.0                                                                                                  | 24.3                                                                                                  | 20.4                                                                                                  | 17.1                                                                                                  | 22.4                                                                                                  |
| Temp. media (°C)                                                                                      | 11.8                                                                                                  | 12.0                                                                                                  | 13.6                                                                                                  | 16.3                                                                                                  | 18.2                                                                                                  | 21.9                                                                                                  | 24.1                                                                                                  | 24.7                                                                                                  | 23.0                                                                                                  | 19.6                                                                                                  | 16.2                                                                                                  | 13.1                                                                                                  | 17.7                                                                                                  |
| Temp. mín. media (°C)                                                                                 | 7.7                                                                                                   | 7.8                                                                                                   | 9.1                                                                                                   | 11.6                                                                                                  | 13.6                                                                                                  | 16.8                                                                                                  | 18.8                                                                                                  | 19.2                                                                                                  | 18.0                                                                                                  | 14.8                                                                                                  | 12.0                                                                                                  | 9.1                                                                                                   | 13.1                                                                                                  |
| Temp. mín. abs. (°C)                                                                                  | 1.2                                                                                                   | 2.0                                                                                                   | 2.0                                                                                                   | 5.5                                                                                                   | 8.7                                                                                                   | 12.0                                                                                                  | 13.6                                                                                                  | 14.3                                                                                                  | 12.0                                                                                                  | 9.0                                                                                                   | 5.5                                                                                                   | 3.2                                                                                                   | 1.2                                                                                                   |
| Precipitación total (mm)                                                                              | 56 | 46 | 45 | 37 | 17 | 5 | 2 | 9 | 42 | 61 | 65 | 65 | 450                                                                                                   |
| Humedad relativa (%)                                                                                  | 82 | 81 | 80 | 76 | 74 | 72 | 72 | 74 | 76 | 79 | 82 | 82 | 77.5                                                                                                  |
| Fuente n.º 1: Archivio Climático - Enea                                                               | | | | | | | | | | | | | |
| Fuente n.º 2: Clima Marsala - Medie climatiche                                                        | | | | | | | | | | | | | |

## Historia
En el año 397 a. C. la colonia feno-púnica de Motia florecía sobre la isla de San Pantaleón, a pocas millas de la costa sudoccidental de Sicilia. Invadida y destruida por el tirano de Siracusa Dionisio I, los supervivientes se refugiaron sobre la costa siciliana y fundaron un nuevo asentamiento, llamado Lilibeo (la ciudad que mira a Libia, dado que entonces se llamaba Libia a toda la costa septentrional de África).
La ciudad pasó a manos romanas en el año 241 a. C., para convertirse en uno de los centros más importantes de la provincia siciliana. Núcleo de intercambio y comercio y sede del pretor, fue enriquecida con villas y edificios públicos, hasta el punto de merecer el apelativo “Espléndida Urbe” por parte de Cicerón, entre los años 76 y el 75 a. C.
Devastada por los vándalos al inicio del siglo V y anexionada al imperio de Justiniano, vivió una etapa oscura debido tanto al desinterés de Bizancio como a las incursiones piratas. Con la llegada de los árabes en el IX, se retoma el tráfico comercial y se da un renacimiento en la ciudad, que fue rebautizada Marsa Alí (puerto grande). El crecimiento económico y demográfico deviene en un desarrollo urbanístico que toma modelos árabes.
A partir de finales del siglo XI se sucederán las dominaciones normanda, suaba, de Anjou, y aragonesa. Durante la dominación española, Marsala disfrutó de un período de desarrollo y bienestar, gracias al puerto y el cultivo de sus fértiles tierras. La ciudad vivió otra fase de expansión que la transformó en una de las ciudades más importantes de Sicilia.
La clausura del puerto, ordenada por el emperador en el año 1575, para frenar las incursiones sarracenas, dio fin al florecimiento de la ciudad. Entre fines del siglo XVII y principios del XVIII los gobernadores Francesco Antonio de Unzaga Amezaga, Luigi de Panizza Ladrón de Guevara y Roque Hernández reforzaron y rehabilitaron las defensas de Marsala y otras ciudades de Sicilia de cara a posibles ataques de piratas berberiscos y corsarios ingleses. Hacia el final del siglo XVIII, el comerciante inglés John Woodhouse "descubrió" el vino marsala y comenzó su exportación, iniciándose una reactivación económica de la ciudad, con la puesta en marcha, con fondos propios del inglés, de las obras en el puerto de Margitello.

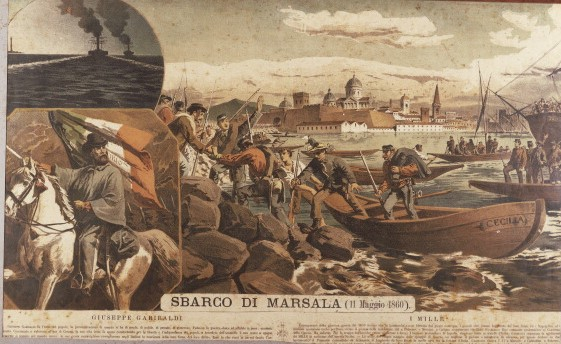
Desembarco de Garibaldi en Marsala el 11 de mayo de 1860

Justamente fue en Margitello donde se produjo otro acontecimiento histórico para la ciudad. Giuseppe Garibaldi desembarcó el 11 de mayo de 1860 con sus legendarios “Miles”, para emprender desde este punto la unificación de Italia.
Fue precisamente otro 11 de mayo cuando se produce otro acontecimiento histórico, el bombardeo británico de la ciudad en 1943 durante la Segunda Guerra Mundial, que causó numerosas víctimas civiles y daños irreparables en el centro histórico barroco de la ciudad.
Con 82 322 habitantes en 2007, era el quinto municipio de la isla con mayor población.

## Demografía
| Gráfica de evolución demográfica de Marsala entre 1861 y 2001 |
|                                                               |
| Fuente ISTAT - elaboración gráfica de Wikipedia               |

## Economía
La economía de la ciudad está fuertemente ligada a la actividad vitivinícola, aunque en los últimos años el turismo está siendo una fuente de ingresos importantes, debido a sus kilómetros de playas y el atractivo que ofrece su centro histórico y sus museos. El puerto enlaza con la isla Favignana, que está a 15 minutos de navegación.

## Urbanismo y arquitectura

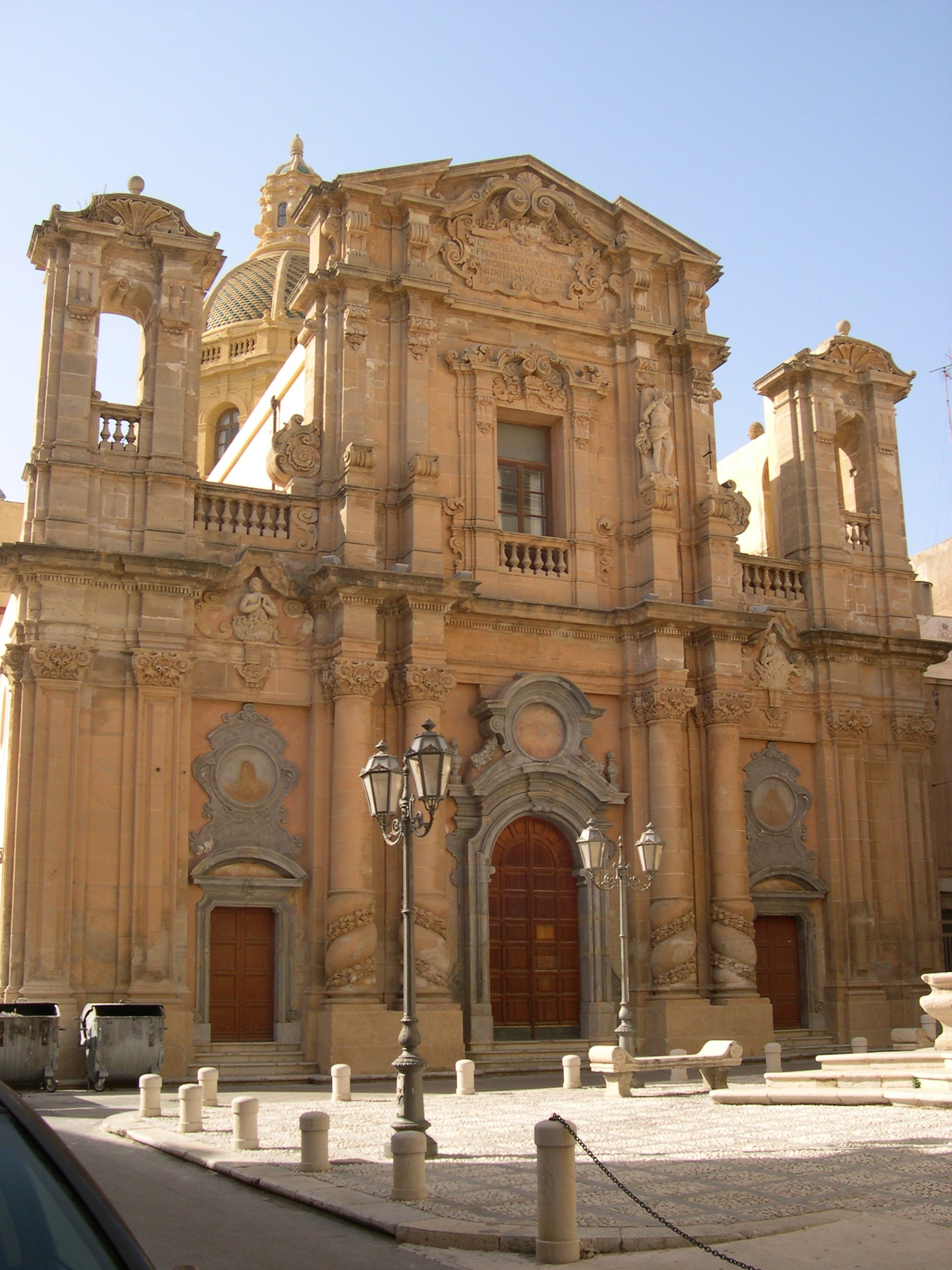
Iglesia del Purgatorio

Marsala se desarrolla en torno a dos vías del emplazamiento originalmente fenicio y posteriormente romano, “cardo” y “decumano” (hoy calle XI de mayo, anteriormente llamada “Casero”), que se cruzan en el centro de la ciudad, y comunican a los cuatro accesos antiguos, dos de los cuales siguen existiendo (Puerta Nueva, reconstruida en el siglo XVIII, y Puerta Garibaldi, anteriormente puerta de mar).

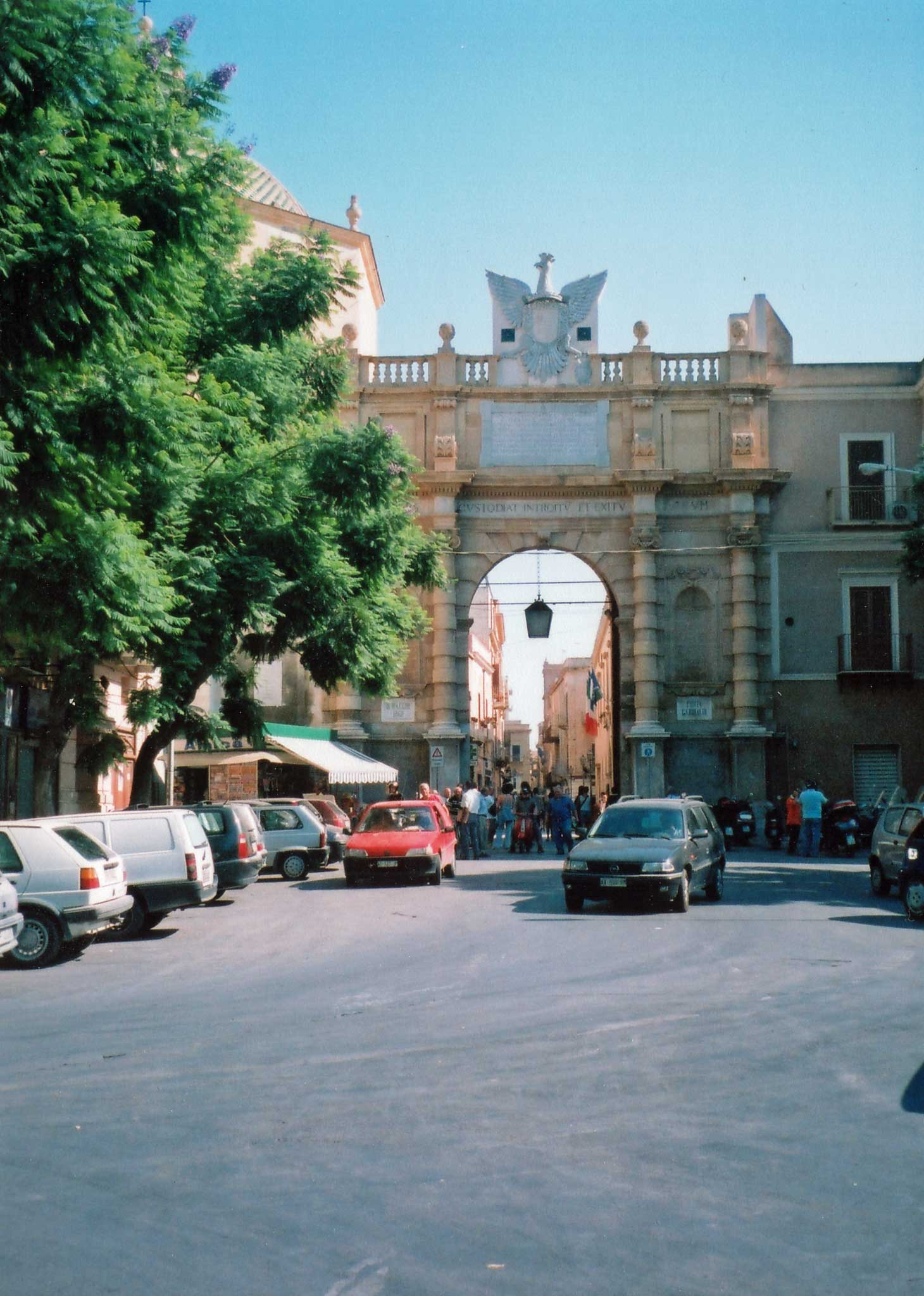
Puerta Garibaldi

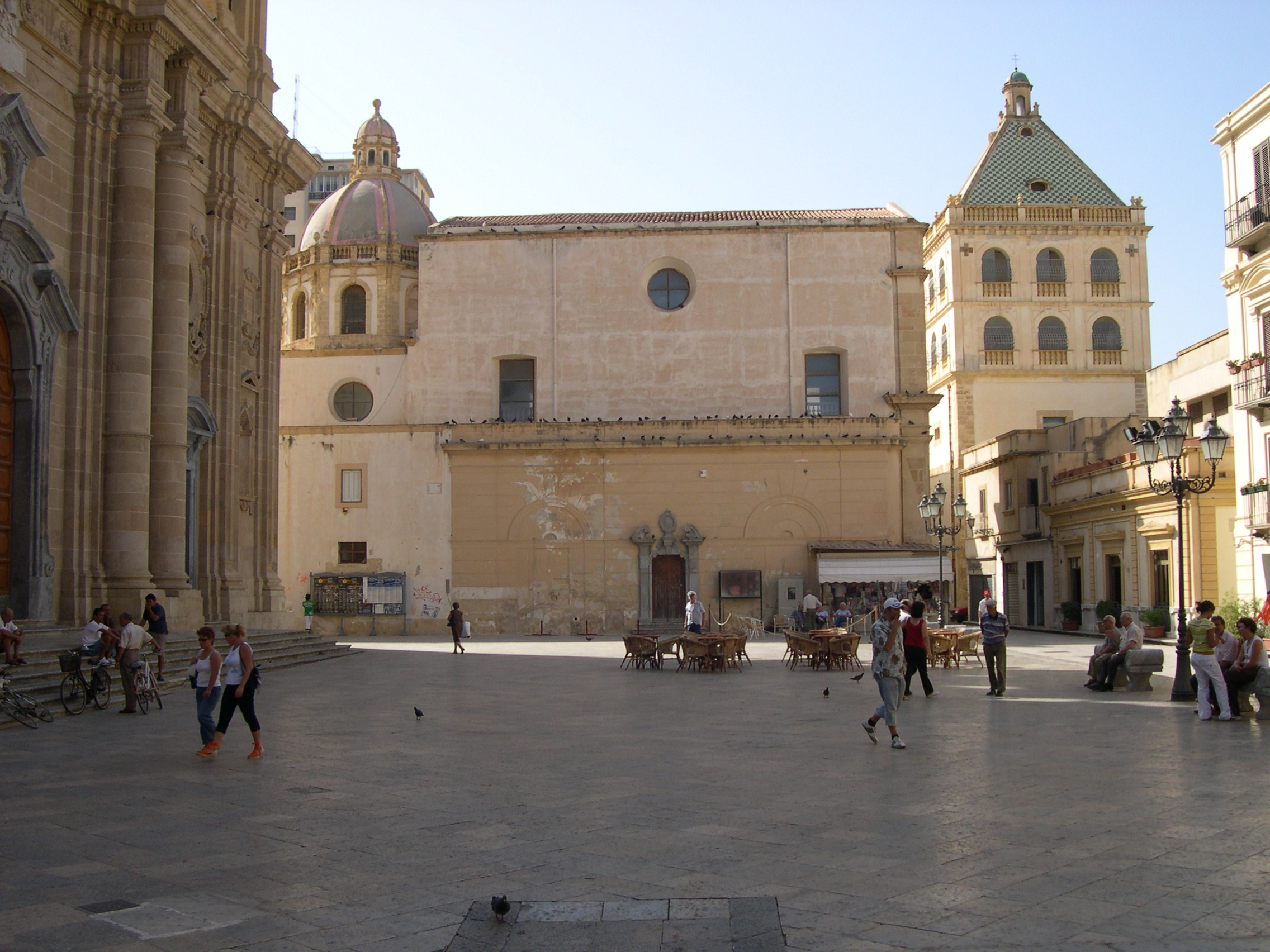
Plaza de la República

Este cuadrilátero, delimitado antiguamente por una muralla de la cual solo quedan dos bastiones y una defensa, alberga el centro histórico, con el barrio español del cinquecento donde hoy se encuentran las oficinas del ayuntamiento; el Palacio VII de abril, construido entre el cinquecento y el seicento donde anteriormente se encontraba la “Logia dei Pisan”, hoy sede del Ayuntamiento; la iglesia-catedral, con su majestuosa fachada barroca, reconstruida a partir del 1600, sobre las bases normandas de 1176, dedicada a Santo Tomás de Canterbury; el monasterio de San Pedro; el Convento del Carmen de época medieval, y muchas otras iglesias, conventos y casas de noble valor histórico, artístico y arquitectónico, construidos en gran parte entre los siglos XVI y XVIII.
Un pequeño edificio adyacente a la catedral alberga el Museo de los Tapices, en el cual se expone una bellísima secuencia de 8 tapices realizados en torno a 1570, que narran los hechos de la guerra romano-judía del año 66 d. C.
El centro histórico de Marsala ha sido objeto de obras de recuperación y valorización, que ha restituido a la ciudad gran parte del antiguo esplendor de importantes edificios, como el complejo monumental de San Pedro (sede del Museo Cívico), y como el Convento del Carmen que hoy alberga la pinacoteca municipal.
Los trabajos han permitido la reapertura del Real teatro municipal, construido en los inicios del siglo XIX, con la iniciativa de algunos nobles locales. El teatro, un pequeño “Joyero” con 300 ubicaciones entre platea, palcos y paraíso; se reabrió en 1994.